# Сали, Герман
Ге́рман Са́ли (также За́ли; 23 мая 1856, Берн — 28 апреля 1933, там же) — швейцарский врач-терапевт, уроженец Берна.

## Биография
В 1878 году он получил докторскую степень в Бернском университете (ученик Г.Квинке и Э.Кохера), а впоследствии стал ассистентом Людвига Лихтгейма (1845—1915) в Берне. Затем он отправился в Лейпциг, где работал под руководством Юлиуса Фридриха Конгейма (1839—1884) и Карла Вайгерта (1845—1904). Он вернулся в Берн в качестве ассистента в поликлинике Лихтгейма, а в 1888 году стал профессором внутренней медицины. В Берне он также занимал должность директора Inselspital (медицинской клиники).
Сали был вовлечён почти во все аспекты внутренней медицины и внёс вклад в области неврологии, физиологии и гематологии, будучи особенно известным своими работами в области гемодинамики. Он усовершенствовал сфигмоманометр и представил «гемоглобинометр Сали», прибор, используемый для колориметрического определения содержания гемоглобина в крови. Его имя также связано с «методом Сали с пипеткой» для подсчёта эритроцитов, а также с «гемоцитометром Хайема-Сали», который представляет собой устройство, используемое для определения количества тромбоцитов в определённом объёме крови. Это устройство названо в честь французского гематолога Жоржа Хайема (1841—1933).
Сали был автором более 175 научных статей, а в 1894 году опубликовал важную книгу по методологиям клинических исследований под названием Lehrbuch der klinischen Untersuchungsmethoden. Его имя ассоциируется с «2088 Салия», астероидом, который был открыт в 1976 году.